# Solisko (Beskid Mały)
Solisko (636 m n.p.m.) – szczyt w południowo-wschodniej części grupy Grupy Magurki Wilkowickiej w Beskidzkie Małym. Znajduje się pomiędzy szczytami Przysłopu i Gronika. Jego stoki opadają: północno-wschodnie – ku dolinie potoku Roztoka, zaś południowo-zachodnie i południowe – ku Wilczemu Potokowi.
Solisko jest porośnięte bukowym lasem. Na grzbiecie pomiędzy Soliskiem a Przysłopem znajduje się na polanie samotne gospodarstwo z drewnianym domem i stodołą z kamienia polnego, należącego do Łodygowic osiedla Koleby. Przy drodze znajduje się krzyż i symboliczny stół mszalny. Odprawiał przy nim mszę Stanisław Stojałowski, ksiądz i poseł na sejm galicyjski.
Grzbietem Soliska biegnie granica między miejscowościami Łodygowice i Tresna w województwie śląskim, w powiecie żywieckim.

## Szlaki turystyczne
Tresna (Hotel „Odys”) – Gronik – Solisko – dojście do szlaku czerwonego z Łodygowic do Międzybrodzia Bialskiego.